# Michal Bragagnolo
Michal Bragagnolo (* 23. dubna 1990 Praha) je český operní a muzikálový zpěvák. Je držitelem dvou Zlatých a dvou Platinových desek Supraphonu za alba 4 Tenoři a Láska prý.

## Život
Vzdělávat v oblasti hudby se začal na gymnáziu. V tomto oboru pokračoval v rámci studia na Pražské konzervatoři a poté studoval operní zpěv na Hudební fakultě Akademie múzických umění (HAMU) v Praze. Ještě před nástupem na HAMU započal svou profesionální kariéru na jevišti Divadla F. X. Šaldy v Liberci a pohostinsky spolupracoval s Divadlem J. K. Tyla v Plzni. Účinkoval také v Jihočeském divadle a na dalších scénách. Během své kariéry ztvárnil také několik muzikálových rolí.
V současné době je sólistou Národního divadla v Praze (Romeo a Julie, La Traviata aj.), kde debutoval v květnu roku 2015 v Janáčkově opeře Z mrtvého domu. Dále zpívá v muzikálech Fantom opery, Ples upírů, Balada pro banditu nebo Bídníci.
Od roku 2017 se stal součástí česko-slovenského vokálního seskupení sólistů českého hudebního divadla 4 Tenoři. Producentem tohoto uskupení je Janis Sidovský a kromě Michala Bragagnola tvoří kvarteto Pavel Vítek, Marian Vojtko a Jan Kříž.

## Operní role
- Aljeja – Z mrtvého domu (Opera Národního divadla v Praze)
- Arthur Jones – Billy Bud (Opera Národního divadla v Praze)
- Podivín – Láska ke třem pomerančům (Opera Národního divadla v Praze)
- Mladý námořník – Julietta (Opera Národního divadla v Praze)
- Mladý sluha – Elektra (Opera Národního divadla v Praze)
- Benvolio – Romeo a Julie (Opera Národního divadla v Praze)
- Gaston – La Traviata (Opera Národního divadla v Praze)
- Abdall – Nabucco (Státní opera Praha)
- Alfréd – Netopýr (Divadlo J. K. Tyla v Plzni)
- Tamino – Kouzelná flétna (HAMU)
- Lenský – Evžen Oněgin (HAMU)
- Ježíš – Stalo se Slovo (HAMU)
- Toby – Robinson Crusoe (Divadlo F. X. Šaldy v Liberci)
- Rodriguez – Don Quichotte (Divadlo F. X. Šaldy v Liberci)
- Hrabě Boni – Čardášová princezna (Divadlo J. K Tyla v Plzni)
- Mozart – Mozart a smrt (Divadlo F. X. Šaldy v Liberci)
- Popiel – Polská krev (Divadlo F. X. Šaldy v Liberci)
- Kryštof z Redernu – Legenda o Kateřině z Redernu (Divadlo F. X. Šaldy v Liberci)
- Peppe – Komedianti (Divadlo J. K. Tyla v Plzni)
- Lukáš – Hubička (Divadlo J. K. Tyla v Plzni)
- Panthalis – Mefistofeles (Jihočeské divadlo v Českých Budějovicích)
- Don Ottavio – Don Giovanni (Divadlo F. X. Šaldy v Liberci)

## Muzikálové role
- Brujon a Důstojník – Bídníci (GoJa Music Hall v Praze)
- Raoul – Fantom opery (Východočeské divadlo v Pardubicích)
- Icu Bokšaj – Balada pro banditu (Východočeské divadlo v Pardubicích)